# Conflito México-Guatemala (1958-1959)
O conflito México-Guatemala foi um conflito armado entre o México e a Guatemala, em que os barcos de pesca civis foram alvejados pela Força Aérea da Guatemala. As hostilidades foram postas em movimento pela instalação de Miguel Ydígoras como presidente da Guatemala em 2 de março de 1958.

## Antecedentes
Desde novembro de 1956, a Guatemala e os governos mexicanos haviam altercado devido a passagem da fronteira da Guatemala por cidadãos mexicanos. Em 8 de novembro de 1957, o ministro das Relações Exteriores da Guatemala, Adolfo Orantes, enviou uma carta diplomática ao governo mexicano que detalhava as denúncias do governo guatemalteco. Orantes disse que os barcos camaroneiros mexicanos estavam cruzando frequentemente a fronteira náutica na Guatemala para pescar. Ele também informou que árvores estavam sendo derrubadas por trabalhadores mexicanos na província setentrional guatemalteca de Petén. Como protestos na Cidade da Guatemala manifestavam-se contra as políticas do governo, o presidente recém-eleito Ydígoras procurou estabelecer falsas causas nacionalistas, a fim de acabar com a propagação de mais agitação civil. [carece de fontes?]
A administração do presidente aproveitou as queixas apresentadas pelo ministro das Relações Exteriores de vários meses antes. Ydígoras expressou preocupações sobre as incursões ilegais mexicanas na Guatemala pelo governo mexicano; tais preocupações foram recebidas com uma nota diplomática do Secretariado Mexicano de Relações Exteriores, que afirmou que eles não poderiam simplesmente fazer nada para identificar as tripulações dos navios de pesca que cruzavam a fronteira, apesar da forte presença da marinha mexicana na região.

## O conflito

### Preparação
O comandante da Força Aérea da Guatemala, Luis de Leon Urrutia, recebeu ordens para desenvolver um plano para localizar e destruir os navios estrangeiros em território guatemalteco. Menos de 24 horas após a ordem, uma equipe formada por Urrutia veio com a Operação Drake, que, em 30 de dezembro, foi tanto aprovada como chamada à ação por Ydígoras.

### Início de violência
Na tarde de 30 de dezembro de 1958, um grupo de aeronaves guatemaltecas AT-6 Texan examinavam o cenário de uma relatada pesca para assegurar que navios mexicanos ainda estavam lá. Na manhã seguinte, um vôo de P-51 Mustang decolou do continente guatemalteco e observou um grupo de oito barcos de pesca mexicanos. Cinco dos oito estavam a meras 1.5–2 milhas (2.4–3.2 km) da costa do município guatemalteco de Champerico. Os pescadores reagiram à chegada dos caças-bombardeiros com vaias e gestos obscenos.
Quando um barco, o Elizabeth, fez um movimento para a fronteira com o México, os aviões metralharam os navios com suas metralhadoras. No momento em que o tiroteio cessou, três pescadores ficaram mortos e quatorze foram rendidos encalhados e feridos em território guatemalteco.

## Consequências

### Resgate e cativeiro dos marinheiros
Após a manobra, um C-47 aterrissou em uma pista de pouso perto de Champerico e enviou  alguns dos pescadores feridos a um hospital militar no interior da Guatemala. Os pescadores restantes, que haviam tentado escapar dos ataques dos aviões saltando e nadando para longe do local, foram apanhados por dois rebocadores guatemaltecos dentro de seis horas após o incidente. Posteriormente, todos os pescadores foram transportados para uma base militar em Mazatenango e interrogados por oficiais militares guatemaltecos. Em janeiro de 1959, o embaixador mexicano para a Guatemala exigiu a libertação dos pescadores. Em 22 de janeiro de 1959, um tribunal da Guatemala libertou os pescadores, impondo lhes uma multa de 55 quetzals. No dia seguinte, 23 de janeiro, o presidente mexicano Adolfo López Mateos rescindiu as relações diplomáticas com a República da Guatemala.

### Tensões fronteiriças
Poucos dias após o ataque, tropas mexicanas e guatemaltecas foram mobilizadas para 541 milhas (871 km) ao longo da fronteira da Guatemala com o México. As forças mexicanas derrubaram uma ponte que ligava os dois países pelo corte das ligações com o governo da Guatemala.

## Resolução
Nos dias anteriores e procedentes a libertação dos pescadores mexicanos, Ydígoras frequentemente fez apelos para a mídia e as Nações Unidas, insistindo que o México estava planejando uma invasão da Guatemala e que os pescadores eram "piratas".
Ydígoras, cada vez mais paranoico pela revolução comunista em Cuba, concentrou grande parte de sua atenção na construção de uma defesa nacional em caso de uma invasão cubana, bem como tornou-se mais amigável com os Estados Unidos. Esta nova ameaça levou à retirada da maioria das forças guatemaltecas da região de fronteira dentro de semanas de sua chegada.
Em seu discurso ao Congresso da União em 1 de setembro de 1959, o presidente mexicano López recontou o episódio e expressou seu desejo de reparar a ligação rompida entre Guatemala e México. Em 15 de setembro de 1959, durante um discurso a respeito do 149.º aniversário do início da Guerra da Independência do México, Adolfo López Mateos anunciou que, por mediação de ambos os lados, a Guatemala e o México estavam restabelecendo relações. Logo depois, a Guatemala compensou as famílias dos pescadores feridos e mortos, e se desculpou formalmente pelo incidente.